# Ville-sous-la-Ferté
 Ville-sous-la-Ferté  es una localidad y comuna de Francia situada en el departamento de Aube (distrito y cantón de Bar-sur-Aube) en la región de Gran Este.
Su población para el año 2022 era de 982 habitantes.
Está integrada en la Communauté de communes de la Région de Bar-sur-Aube.

## Demografía
| 1881 | 1854 | 1579 | 1570 | 1451 | 1276 |
| Para los censos de 1962 a 1999 la población legal corresponde a la población sin duplicidades (Fuente: INSEE [Consultar]) |      |      |      |      |      |